# Astilodes mariae
Astilodes mariae is een spinnensoort in de taxonomische indeling van de springspinnen (Salticidae).
Het dier behoort tot het geslacht Astilodes. De wetenschappelijke naam van de soort werd voor het eerst geldig gepubliceerd in 2009 door Żabka.